# 阿史那賀魯
阿史那 賀魯（呉音：あしな がろ、漢音：あしだ かろ、拼音：Āshǐnà Hèlŭ、? - 659年）は、西突厥の可汗。室點蜜可汗の五世の孫で、曳歩利設射匱特勤（阿史那劫越）の子。可汗号は沙鉢羅可汗（イシュバラ・カガン）。

## 生涯
貞観13年（639年）、莫賀咄葉護（バガテュル・ヤブグ：官名）の阿史那弥射は所属の処月部・処密部などを率いて唐に亡命し、右監門大将軍を授かった。その後、その族兄である阿史那歩真は自立して咄陸葉護（テュルク・ヤブグ）となったが、その部落の多くが従わなかったので、彼も唐へ遁走した。阿史那歩真は入朝すると、左屯衛大将軍を授かった。
阿史那歩真が唐に帰順したので、乙毘咄陸可汗は阿史那賀魯を立てて葉護（ヤブグ：官名）とし、阿史那歩真の位（咄陸葉護）を継がせ、怛邏斯川（タラス川）に住まわせた。これによって阿史那賀魯は処密・処月・哥舒・葛邏禄・弩失畢の五姓の衆を統べることとなった。その後、乙毘咄陸可汗が吐火羅（トカラ）国に西走すると、乙毘射匱可汗は兵を遣わして阿史那賀魯の部落を迫害放逐したので、阿史那賀魯らは住むところがなくなった。
貞観22年（648年）、阿史那賀魯はその部落を率いて唐に内属し、太宗の詔によって庭州に住まわせてもらい、さらに左驍衛将軍・瑤池都督を授かった。貞観23年（649年）、高宗が即位すると、昇進して左驍衛大将軍を拝命した。
永徽2年（651年）、阿史那賀魯は子の阿史那咥運とともに衆を率いて西に逃れ、乙毘咄陸可汗の地に拠り、西域諸郡を総有し、牙を雙河（ボロ川）及び千泉（ビルキー birkī：現ジャンブール州メルキ）に建てて自ら沙鉢羅可汗（イシュバラ・カガン）と号し、咄陸・弩失畢の十姓を統領した。兵数10万を擁し、西域諸国の多くが附隸した。阿史那賀魯は阿史那咥運を立てて莫賀咄葉護（バガテュル・ヤブグ：官名）とし、たびたび西蕃諸部を侵掠し、庭州を寇掠した。
永徽3年（652年）、高宗は詔で左武候大将軍の梁建方・右驍衛大将軍の契苾何力を遣わし、燕然都護所属の迴紇（ウイグル）の兵5万騎を率いてこれを討たせ、5千級を斬首し、渠帥60余人を捕虜とした。
永徽4年（653年）、乙毘咄陸可汗が死ぬと、その子の真珠葉護（インチュ・ヤブグ）は五弩失畢と阿史那賀魯を撃つことを請うと、その牙帳を破り、千余級を斬首した。
顕慶2年（657年）、高宗は右屯衛将軍の蘇定方・燕然都護の任雅相・副都護の蕭嗣業・左驍衛大将軍・瀚海都督の迴紇婆閏らに軍を率いて討撃させ、右武衛大将軍の阿史那弥射・左屯衛大将軍の阿史那歩真に安撫大使とさせた。蘇定方が曳咥河の西まで達すると、阿史那賀魯は胡禄居闕啜など2万余騎を率いて迎え撃った。蘇定方は副総管の任雅相らを率いてこれと交戦し、阿史那賀魯の衆を大敗させ、大首領の都搭達干ら200余人を斬った。阿史那賀魯及び胡禄居闕啜の軽騎は遁走し、伊麗河（イリ川）を渡ったが、兵馬の多くが溺死した。蕭嗣業は千泉（ビルキー）に至り、阿史那賀魯の本営を突き、阿史那弥射は進軍し、伊麗河（イリ川）に至り、処月・処密などの部落は各々衆を率いて来降した。阿史那弥射はさらに雙河（ボロ川）へ進んだ。阿史那賀魯は先に歩失達干に散り散りになった兵士を集めさせて、柵によって防ぎ戦った。阿史那弥射・阿史那歩真はこれを攻め、大破した。また蘇定方は阿史那賀魯を碎葉水（スイアブ川）で攻め、これも大破した。
阿史那賀魯は阿史那咥運と鼠耨設のもとに身を寄せようと思い、石国の蘇咄城近辺まで来たが、人馬ともに飢えていた。城主の伊涅達干（イネル・タルカン）は酒・食料を持って偽って出迎えた。阿史那賀魯らはその詐術にはまり、城内に入ったところを捕らえられた。蕭嗣業が石国に到着すると鼠耨設は阿史那賀魯の身柄を引き渡した。阿史那賀魯は京師に連行された。高宗は昭陵及び太廟に献じさせ、詔で死刑を免除した。唐はその種落を分けて崑陵・濛池の2都護府を置き、諸国を役属することとなり、州府を分けて置き、西は波斯（サーサーン朝）・安西都護府に隷属した。
顕慶4年（659年）、阿史那賀魯が卒去し、高宗は詔で頡利可汗墓の側に埋葬した。

## 子
- 阿史那咥運

## 参考資料
- 『旧唐書』（列伝第百四十四下 突厥下）
- 『新唐書』（列伝百四十下 西突厥）
- 佐口透・山田信夫・護雅夫訳注『騎馬民族誌２正史北狄伝』（1972年、平凡社）
- 内藤みどり『西突厥史の研究』（1988年、早稲田大学出版部、ISBN 4657882155）